# Objeto BL Lac
Un objeto BL Lac u objeto BL Lacertae es un tipo de galaxia activa con un núcleo que recibe este nombre de su prototipo, BL Lacertae. A diferencia de otros tipos de núcleos de galaxia activa (AGN), los BL Lac se caracterizan por una variabilidad de la amplitud del flujo muy grande y rápida, con alta polarización óptica. A causa de estas propiedades originalmente se creyó que el prototipo de la clase (BL Lac) era una estrella variable.
Cuando se compara con otros núcleos activos más luminosos (cuásares) de fuertes líneas de emisión, los objetos BL Lac tienen un espectro dominado por un continuo no termal.

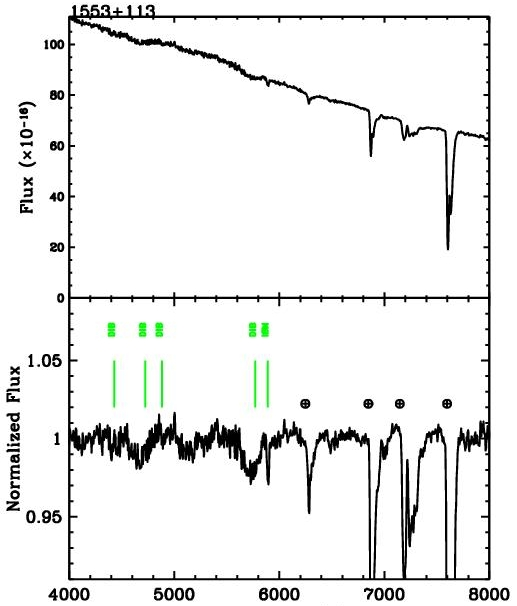
Espectro óptico del objeto BL Lac PG 1553+11.

En el esquema unificado de los núcleos activos galácticos la fenomenología nuclear de los BL Lacs se interpreta por los efectos del chorro relativista que apunta al observador.

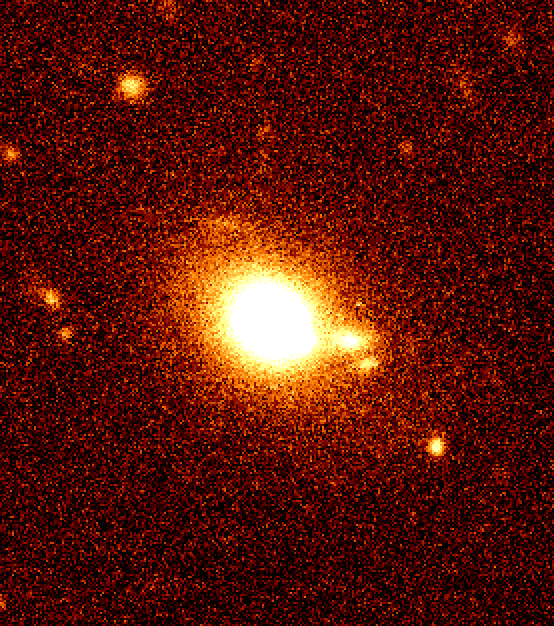
Objeto BL Lac H 0323+022 (z=0.147) imaged at ESO NTT (R filter). Se pueden apreciar la galaxia huésped y los vecinos.

Se cree que los BL Lacs son intrínsecamente idénticos a las radiogalaxias de baja potencia pero con el chorro alineado con la línea de visión del observador. Estos núcleos activos están hospedados en galaxias esferoidales masivas. Desde el punto de vista de la clasificación AGN los BL Lacs son un subtipo blazar.
- Datos: Q195385
- Multimedia: BL Lac objects / Q195385